# Аптовцев, Алексей Владимирович
Алексей Владимирович Аптовцев  (2 сентября 1975, Железнодорожный) — российский актёр театра и кино.

## Биография

### Детство
Родился Алексей Аптовцев 2 сентября 1975 года в г. Железнодорожный Московской области.

### Театр
В 1998 году окончил Театральное училище им. Б. В. Щукина (курс Е. В. Князева). Вот уже много лет является актёром Мытищинского театра драмы и комедии «ФЭСТ», одного из крупнейших театров Московской области. На его сцене Алексей занят в спектаклях: «Свои люди — сочтёмся» (купец Самсон Силыч Большов), «Мысль» (писатель Федор‘ович Александр Николаевич), «Самоубийца» (торговец Никифор Арсеньевич Пугачёв), «Солнцеликий» (Маркиз де Шаррон), «Тень» (Палач), «Убийство Гонзаго» (Полоний), «Человек и джентльмен» (Ди Дженнаро).

### Личная жизнь
Алексей Аптовцев был женат на актрисе Театра на Таганке Юлии Куварзиной. На сцене этого театра и состоялось их знакомство. Алексея Аптовцева пригласили сыграть одну из ролей в спектакле «Сон в летнюю ночь». Он сразу же обратил внимание на очаровательную актрису, но поскольку в то время был женат, ни о каких отношениях не могло быть и речи.
Встречаться Алексей и Юлия стали лишь спустя полтора года. После продолжительных встреч Алексей и Юлия поженились. У них дочь Лиза. Всего у Алексея четыре дочки. С Юлией Куварзиной о разводе официально объявили в сентябре 2019 года, хотя не живут вместе 6 лет.

#### Мытищинский театр драмы и комедии «ФЭСТ»
- Свои люди — сочтёмся — Купец Самсон Силыч Большов
- Мысль — писатель Федорович Александр Николаевич
- Три сестры—Соленый Василий Васильевич, штабс-капитан
- Солнцеликий — Маркиз де Шаррон
- Тень — Палач
- Убийство Гонзаго — Полоний
- Человек и джентльмен — Ди Дженнаро
- Самоубийца — торговец Никифор Арсеньевич Пугачёв
- …Чума на оба ваши дома! -- Бенволио
- Сирано де Бержерак—Ле Бре, друг Сирано
- Прикосновение—Помещик Камышов
- Горе от ума—Павел Афанасьевич Фамусов, управляющий казённым местом
- Вишнёвый сад—Симеонов-Пищик Борис Борисович, помещик
- 2411 дождей—Олег, прозектор, ожидающий чуда
- Гамлет—Тень отца Гамлета

## Фильмография
- 1992 — Горячев и другие (эпизод)
- 1999 — Гармонист Суворов (эпизод)
- 2003 — Адвокат (эпизод)
- 2004 — Молоды и счастливы (эпизод)
- 2005 — Талисман Любви (эпизод)
- 2006 — Люба, дети и завод… (эпизод)
- 2006 — Кто в доме хозяин? (эпизод)
- 2007 — Заражение (Contamination) (эпизод)
- 2008 — Девочка моя (эпизод)
- 2008 — Самый лучший вечер — Николай Садовников
- 2008 — Лёд в кофейной гуще — Дед Мороз
- 2009 — Кремлёвские курсанты — Капитан/ Майор Давыдов (Полярник)
- 2009 — Солдаты. Дембель неизбежен — Сержант Евдокимов
- 2010 — Учитель в законе. Продолжение — «Глобус»
- 2010 — В лесах и на горах —  Фадеев, приказчик Смолокурова
- 2010 — Такая обычная жизнь — Федя «Бублик»
- 2014-2016 — Инспектор Купер — следователь прокуратуры Юнусов
- 2016-2017 — Партизаны 2 — Фёдор Хрущенко, старшина

## Озвучка видеоигр
- 2007 — Ведьмак — Весемир
- 2008 — Mass Effect — Найлус Крайк
- 2010 — League of Legends  — Варвик
- 2011 — The Elder Scrolls V: Skyrim — Хирсин, драконьи жрецы
- 2013 — StarCraft II: Heart of the Swarm — Огнемётчик Доминиона
- 2013 — Assassin’s Creed IV: Black Flag — Чёрная Борода
- 2014 — Assassin’s Creed: Rogue - Сэмюэл Смит
- 2016 — Deus Ex: Mankind Divided
- 2015 — StarCraft II: Legacy of the Void — МАРС
- 2016 — Tom Clancy's The Division
- 2017 — Horizon Zero Dawn — Дозорный у Солнечных борозд
- 2019 — Apex Legends — Гибралтар
- 2023 — Marvel’s Spider-Man 2 — Лонни Линкольн / Надгробие